# Andrew Fenn
Pour les articles homonymes, voir Fenn.

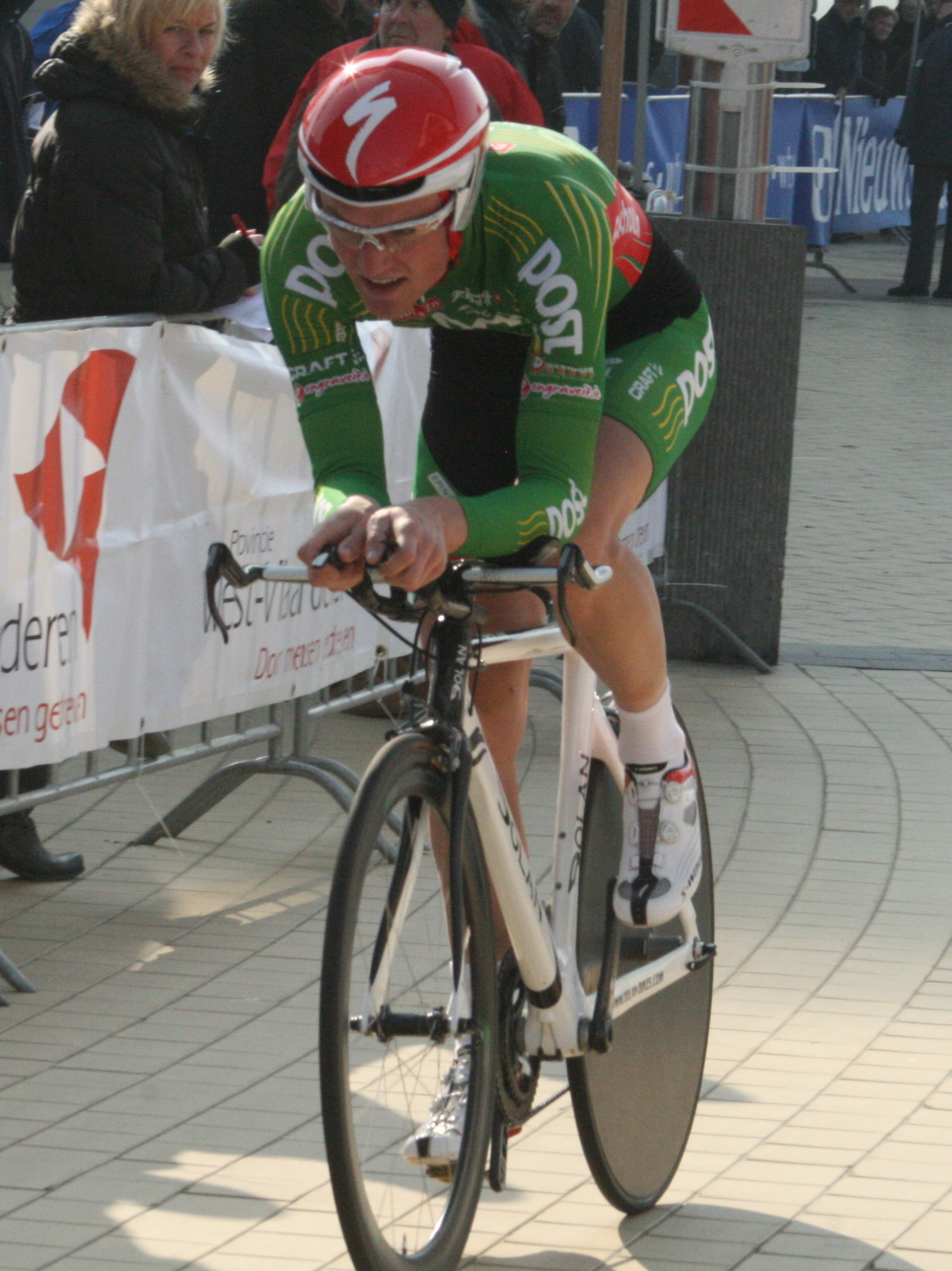
Andrew Fenn lors des Trois Jours de Flandre-Occidentale 2011.

Andrew Fenn, né le 1er juillet 1990 dans le comté de Hertfordshire, est un coureur cycliste britannique. Il pratique le cyclisme sur piste et sur route. Il rejoint en 2011, l'équipe continentale An Post-Sean Kelly avant de signer en 2012 chez Omega Pharma-Quick Step, puis chez Sky en 2015. 

## Biographie
Andrew Fenn remporte en 2008 Paris-Roubaix juniors, la version de Paris-Roubaix réservée aux coureurs âgés de 17 et 18 ans, devant Peter Sagan. La course est également une des manches de la Coupe des Nations Juniors 2008. Par la suite, lors des championnats de Grande-Bretagne juniors, il termine deuxième de la course en ligne, derrière Erick Rowsell. Il prend part également aux épreuves sur piste. Ainsi en septembre 2008, il devient vice-champion d'Europe de poursuite par équipes juniors, battu par l'équipe de France.
En 2009, il passe en catégorie espoirs (moins de 23 ans). Il termine à nouveau deuxième du championnat d'Europe de poursuite par équipes. Cette année-là, il est retenu pour participer à l'épreuve contre-la-montre aux championnats du monde espoirs à Varèse. Il termine seulement 45e. En fin de saison, il prend la deuxième place lors de la poursuite par équipes de la manche de la Coupe du monde à Melbourne,.
L'année suivante, il est sélectionné avec l'Écosse pour disputer les Jeux du Commonwealth, où il prend la 14e place du contre-la-montre et 13e sur la course en ligne. Il décroche au cours de cette saison le titre de champion de Grande-Bretagne sur route espoirs. Il participe aux championnats du monde sur route où il abandonne lors de la course en ligne des moins de 23 ans.
Après une saison 2011 au sein de l'équipe irlandaise An Post-Sean Kelly, il rejoint en 2012 Omega Pharma-Quick Step.
Initialement présélectionné pour la course en ligne des championnats du monde 2014, il n'est finalement pas retenu pour cette épreuve.
Andrew Fenn est sélectionné pour la course en ligne des championnats du monde de Richmond.

## Palmarès sur route

### Palmarès amateur
- 2008
  - Paris-Roubaix juniors
  - 2e du champion de Grande-Bretagne sur route juniors
- 2010
  -  Champion de Grande-Bretagne sur route espoirs
- 2011
  - 7e étape du Tour de Bretagne
  - Mémorial Philippe Van Coningsloo
  - 2e du Mémorial Fred De Bruyne
  -  Médaillé de bronze au championnat du monde sur route espoirs

### Palmarès professionnel
- 2012
  - Trofeo Palma
  - Trofeo Migjorn
  - 2eb étape du Tour de l'Ain (contre-la-montre par équipes)
  - 3e de la Mosselkoers
- 2013
  - Gullegem Koerse
- 2016
  - 3e du championnat de Grande-Bretagne sur route

### Résultats sur les grands tours

#### Tour d'Espagne
1 participation
- 2013 : exclu (10e étape)

### Classements mondiaux
| Année                                 | 2010 | 2011 | 2012 | 2013 | 2014 | 2015 | 2016 | 2017  | 2018 |
| ------------------------------------- | ---- | ---- | ---- | ---- | ---- | ---- | ---- | ----- | ---- |
| UCI World Tour                        |      |      | 200e | 223e | 217e | nc   | nc   | nc    | nc   |
| Classement mondial                    |      |      |      |      |      |      | 732e | 2313e | 677e |
| UCI Europe Tour                       | 609e | 105e |      |      |      |      | 451e | nc    | 409e |
| UCI Asia Tour                         | nc   | nc   |      |      |      |      | nc   | 421e  | nc   |
|                                       |      |      |      |      |      |      |      |       |      |
| Légende : nc = non classéSource : UCI |      |      |      |      |      |      |      |       |      |

## Palmarès sur piste

### Coupe du monde
- 2009-2010 
  - 2e de la poursuite par équipes à Melbourne
- 2010-2011
  - 3e de la poursuite par équipes à Pékin

### Championnats d'Europe
- Pruszkow 2008
  -  Médaillé d'argent de la poursuite par équipes juniors
- Minsk 2009
  -  Médaillé d'argent de la poursuite par équipes espoirs

### Championnats nationaux
- 2008
  - 2e du championnat de Grande-Bretagne de l'américaine
- 2009
  - 3e du championnat de Grande-Bretagne de l'américaine